# Popigaj-kráter
A Popigaj-meteoritkráter Oroszországban, Észak-Szibériában található a Krasznojarszki határterület és Jakutföld határán fekvő popigaji asztrobléma területén, 
másfél órányi helikopterútra Hatanga falutól. A Manicouagan-kráterrel holtversenyben a hetedik legnagyobb becsapódási kráter a Földön. Egy nagy méretű meteorit hozta létre a 100 kilométer átmérőjű krátert megközelítőleg 35,7 millió évvel ezelőtt, a késői eocén földtörténeti korban. A terület az UNESCO védelme alatt áll, mint geopark a különleges geológiai képződményeinek köszönhetően.
Az egyik legjobb példája a becsapódásos krátereknek. A nála nagyobbak között van olyan, amelyik részben betemetődött (Chicxulub-kráter), vagy erősen deformálódott (Sudbury-medence), vagy deformálódott és részben erodálódott (Vredefort-kráter). Viszonylag kicsi a valószínűsége annak, hogy a Popigaj-kráter egyidős lenne a megközelítőleg 35 millió éves Chesapeake-öböl és a Toms-kanyon becsapódásos krátereivel. A paleontológusokat és a geológusokat már évtizedek óta lázban tartja e terület, de korábban a sztálini érában itt működő gulag miatt, illetve a területről szóló információk elhallgatása, illetve titkosítása miatt nem lehetett bővebb információkhoz jutni. 1997-ben egy átfogóbb kutatás keretein belül végeztek részletesebb felmérést a kutatók, melynek során megkíséreltek választ kapni kérdéseikre. A becsapódó meteorit mintegy 8 kilométer átmérőjű kondritok lehetett, vagy pedig egy 5 kilométer átmérőjű sziklás meteorit volt.
A becsapódás okozta nyomás átalakította a föld alatt található grafitrétegeket gyémánttá a becsapódás centrumától számított 13,6 kilométeres átmérőjű körön belül. Az így keletkezett impaktitok átmérője általában 0,5 mm-től a 2 mm-ig terjed, de előfordulhatnak 10 millimétert meghaladó átmérőjű gyémántok is.

## Gyémántbányászat
2012 szeptemberében Oroszország hivatalosan is bejelentette, hogy beindítja a területen található gyémántok kitermelését. Állításuk szerint akkora mennyiségű gyémántot tartalmaz a földkéreg azon a vidéken, amely akár 3000 évre is elegendő lehet a bolygó gyémántigényének kielégítésére.

## Fordítás
Ez a szócikk részben vagy egészben  a   Popigai crater című angol Wikipédia-szócikk ezen változatának fordításán alapul.  Az eredeti cikk szerkesztőit annak laptörténete sorolja fel. Ez a jelzés csupán a megfogalmazás eredetét és a szerzői jogokat jelzi, nem szolgál a cikkben szereplő információk forrásmegjelöléseként.